# آخنجی
آخنجی  ( ترکی عثمانی: آقنجى        ، IPA: [akɯnˈdʒɯ] ؛ ترکی استانبولی: akıncı) به معنای سواره‌نظام سبک است. این کلمه از ریشه آخماق در زبان ترکی  به معنای جاری شدن است. آنها یکی از نخستین لشکرهایی بودند که در مقابل ارتش دشمن قرار می‌گرفتند و به دلیری در جنگ مشهور بودند. "آخنجی ها" از اقوام ترک بودند ولی " دلی ها" سواره نظامی بود که شامل اسیران رومی یا فرزندان آنها بودند و بی محابا به قلب دشمن می‌زدند.

## تاریخ
نقش اصلی آخنجی ها در نبرداین بود که به عنوان نیروهای پیشروی در خط مقدم عمل کنند و با استفاده از تاکتیک های چریکی ارتش مخالف در حال راهپیمایی را از روحیه خود درآورند و آنها را در حالت گیجی و شوک قرار دهند.  می توان آنها را به یک داس در یک مزرعه گندم تشبیه کرد. آنها در اصل با تیر به دشمن حمله می کردند . هنگام حمله، آنها در حالی که هنوز به عقب شلیک می کردند ، عقب نشینی می کردند. آنها به راحتی می توانستند از سواره نظام سنگین پیشی بگیرند زیرا آنها به اسلحه سبک مسلح بودند و اسبهای آنها برای سرعت پرورش می یافت نه برای قدرت. نیروهای آخنجی شمشیر ، لنج ، سپر و نیزه های جنگی را نیز به همراه داشتند ، به طوری که در یک میدان جنگی ، ابتدا می توانستند با دشمن روبرو شوند و با غوغا جنگ کنند. در برخی از لشکرکشیهای عثمانی ، مانند نبرد میدان کرباوا ، نیروهای آخنجیتنها واحدهایی بودند که بدون نیاز به سواره نظام سنگین یا پیاده نظام عثمانی مورد استفاده قرار می گرفتند.
به دلیل تحرک آنها ازآخنجی برای شناسایی و به عنوان یک نیروی پیشتاز برای ایجاد وحشت در بین مردم محلی قبل از پیشروی نیروهای اصلی عثمانی استفاده می شد. از آنجا که آنها شبه نظامی نامنظم بودند ، به معاهدات صلح مقید نبودند ، بنابراین آنها می توانستند در زمان صلح به روستاهای مرزی حمله کنند و به پادگان ها ، قلعه ها و پست های مرزی دشمن حمله کنند ، دشمن را مدام آزار دهند و نقاط ضعف دفاعی کشور رقیب را بررسی کنند. آنها همچنین برای قطع تأمین و حمل و نقل دشمن به مسیرهای تجاری حمله می کردند.
نیروهای آخنجی توسط خانواده های خاصی هدایت می شدند. خانواده های معروف آکینجی مالکوچوغلو ، تورهانلی ، اومرلی ، اورنوسوغلو و میهالی بودند . این طوایف اکینجی عمدتاً متشکل از جنگجویان قبیله ای ترکمن  از  تبار غازی های جنگجو در زمان  عثمان اول  بودند. ماجراجویان ،مزدوران ، دراویش جنگجو و غیرنظامیان که به دنبال ماجراجویی یودند نیز به صفوف باندهای آکینجی می پیوستند.
از آنجایی که آخنجی ها به عنوان شبه نظامیان نامنظم بوند ، آنها حقوق منظمی مانند سربازان  قاپی قولو ( کاپیکولو) ، و یا  سربازان تیمارلی نداشتند . تنها درآمد آنها غنیمت های جنگی بود.
آخنجی ها لباس های رنگارنگ و جالبی می پوشیدند تا مخالفان خود را شوکه و گیج کنند. آنها قبلاً بال عقاب به پشت می بستند (این سنت بعداً توسط نیروهای سواره نظام سبک لهستان تقلید شد) ، کلاه ایمنی هایی با شاخ گاو بر سر می گذاشتند ، و کتهای ساخته شده از پوست پلنگ را می پوشیدند. در نتیجه ظاهر غیرمعمول و تاکتیکهای نبرد تقریباً خودکشی وار داشتند و در  بین  مردم به نامهای "deliler" (دیوانه ها) و "serdengeçtiler" (سر باختگان ، مردانی که اهمیتی برای زندگی یا مرگ ندارد لقب می گرفتند) .
سیستم آخنجی نقش مهمی در تأسیس امپراتوری و گسترش سریع سرزمینهای عثمانی در اروپا داشت. اگرچه سیستم آخنجی از قرن 14 تا 16 عالی کار می کرد ، اما پس از قرن 16  پس از توقف پیشرفت عثمانی در اروپا ، جنگجویان آخنجی  غیرضروری شدند و بدون  درآمد یغما گری ، این طبقه جنگجو به مرور از بین رفت. پس از مدرنیزاسیون ارتش عثمانی ، آخرین چند قبیله آکینجینی نیز بین رفتند. هنوز آخرین بقایای سیستم آخنجی تا اواخر قرن نوزدهم در استانهای بالکان به عنوان جنگجویان باشی بوزوک (نامنظم) وجود داشت.

## در ادبیات
سبک زندگی آخنجی همراه با نبردها یک موضوع خیالی و رومانتیک برای عموم مردم بود و بنابراین آخنجی  ها یکی از سوژه های محبوب ادبیات عامیانه و موسیقی عثمانی بودند. "Serhad türküleri" یا "آوازهای محلی مرزی" زیر مجموعه موسیقی عامیانه عثمانی است که بیشتر با حملات و نبردهای آکینجی و یا امور عاشقانه جنگجویان آکینجی سروکار دارد ، که گاهی اوقات به ستیزه جویان شهید اشاره می کند. Alişimin Kaşları Kara "(آلیش من ابروهای سیاه داشت) ،" Estergon Kalesi "(قلعه Esztergom) از مشهورترین نمونه ها هستند. در دوره مدرن ، نویسندگان ترک عاشقانه-احیاگر نیز شعرهایی درباره آکینجی ها سروده اند. "Akıncılar" یحیی کمال یکی از مشهورترین نمونه ها در این زمینه است.

## نگارخانه

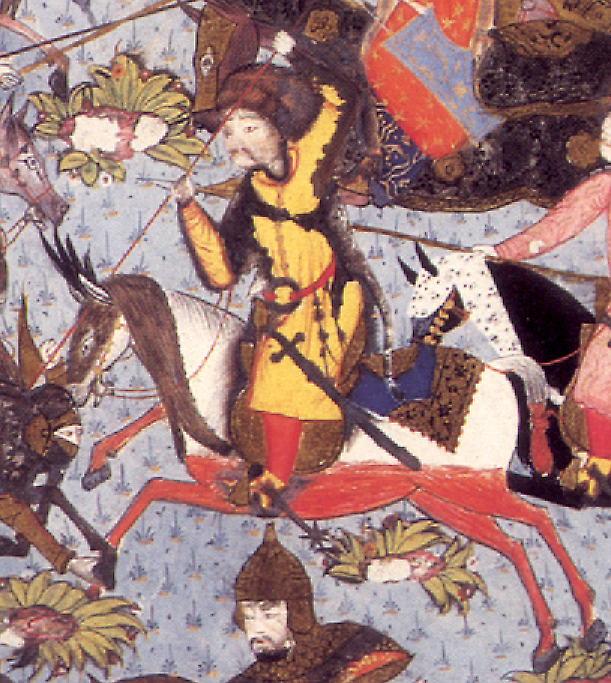
یک نبرد غیرمنظم آخنجی.
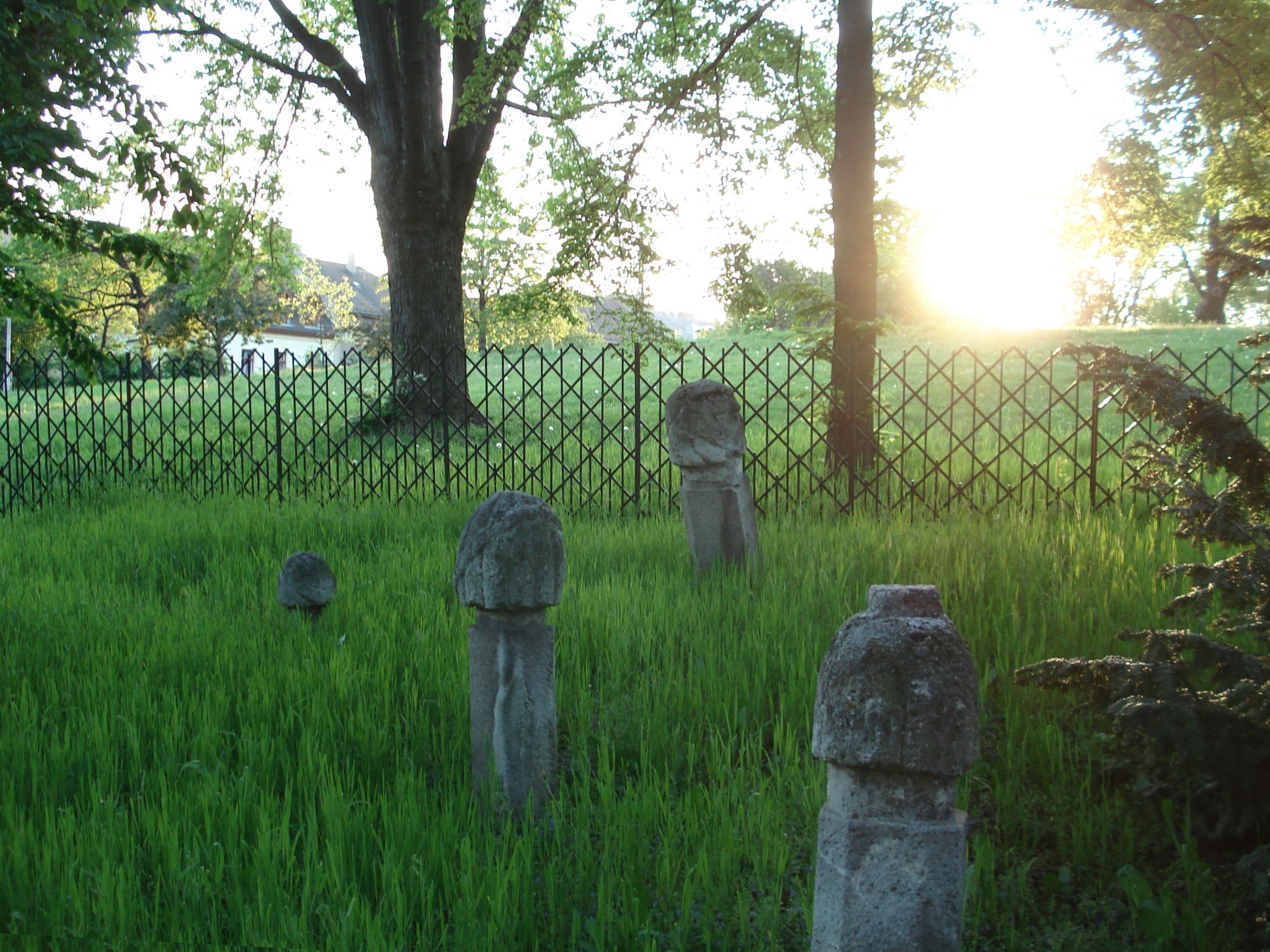
قبرستان آکینجی در بوداپست
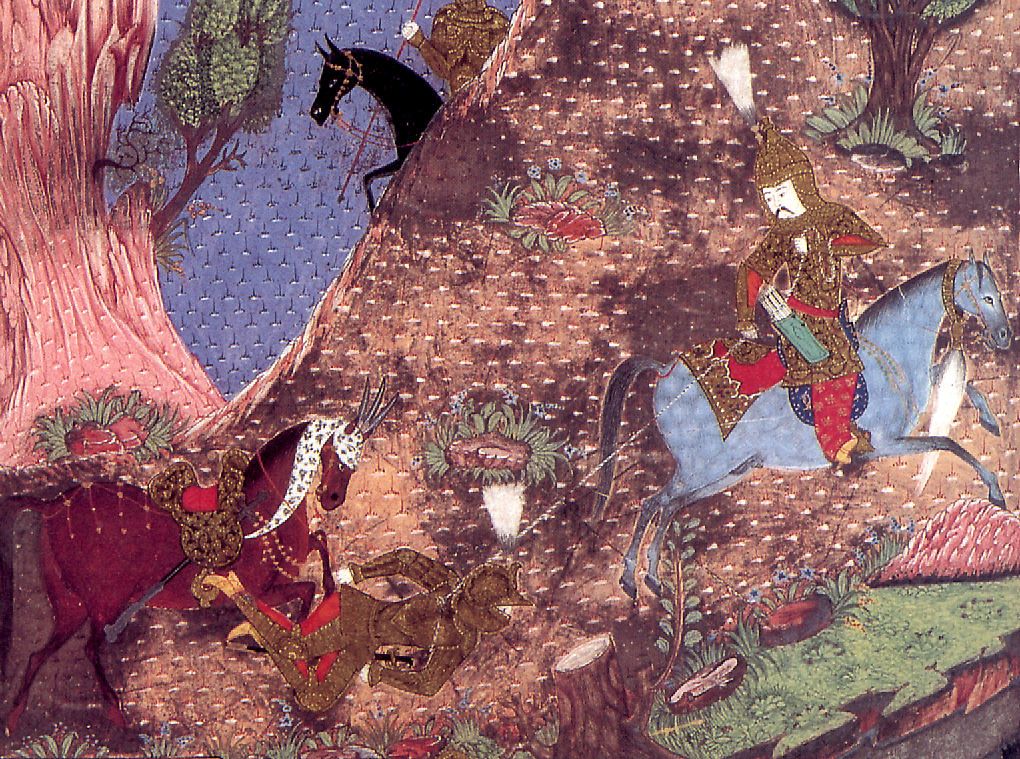
دوئل آکینجی با شوالیه مجارستانی-سلیمان نامه
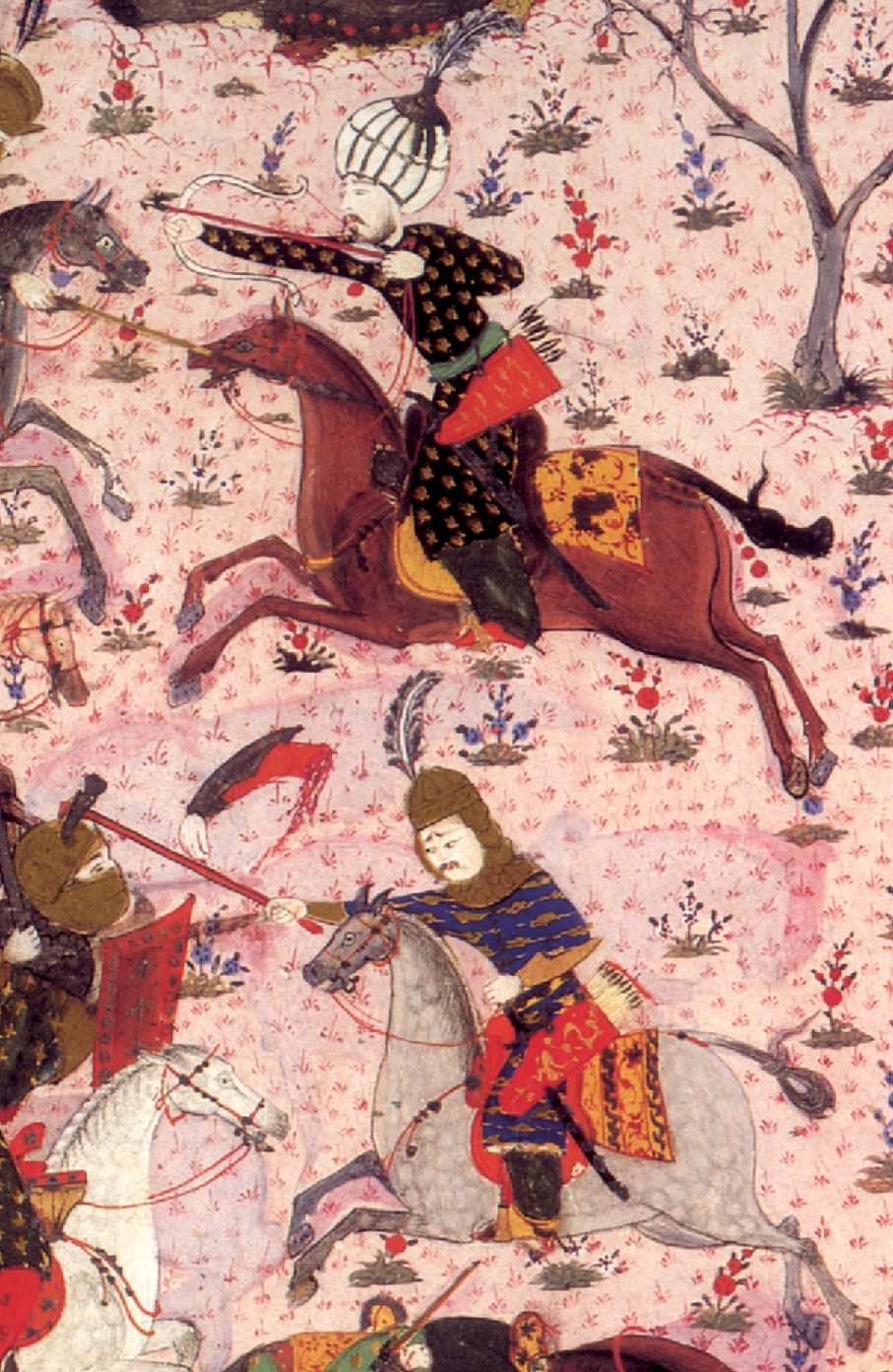
Sueleymanname Akinji-Beys
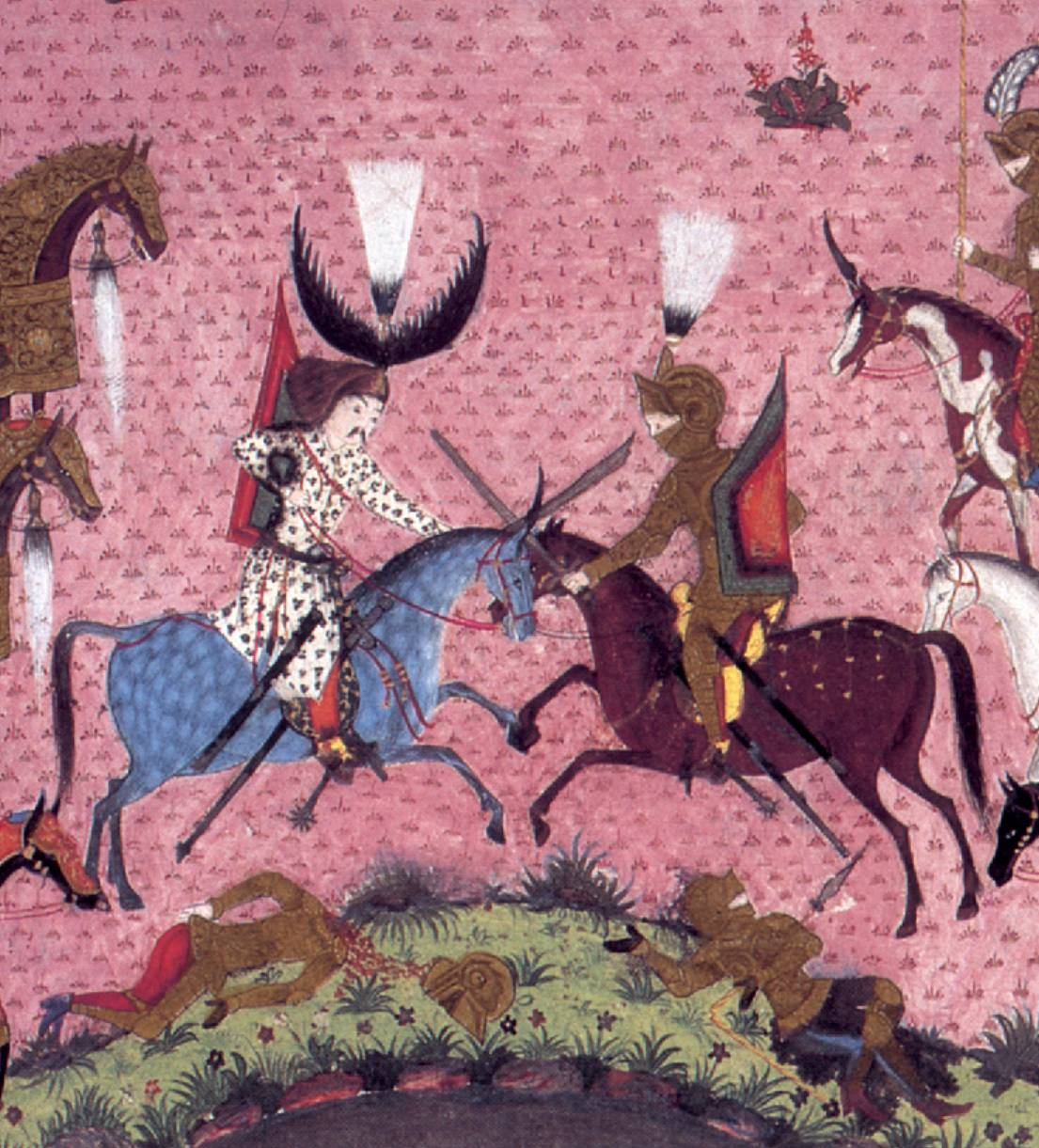
دوئل آکینجی سینان بیگ با شوالیه مجارستانی اوژن ، 1526 ، سلیمان نامه
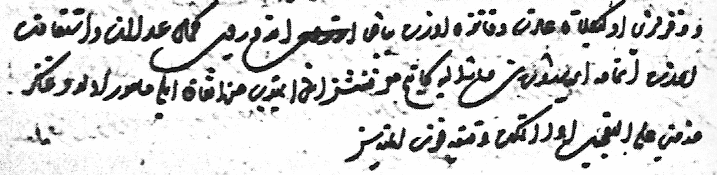
نامه استخدام آکینجی